# DiE
「DiE」（ディー アイ イー）、はBiSのメジャー・デビュー3枚目のシングル。2013年6月26日にavex traxから発売された。

## 概要
LIVE盤（CD+DVD、AVCD-48622/B）、MUSIC VIDEO盤（CD+DVD、48623/B）、CD盤（CDのみ、AVCD-48624）の3タイプがある。それぞれ初回限定盤と通常盤でジャケット写真が異なる仕様になっている。また、2013年5月26日に加入したファーストサマーウイカ、テンテンコ、カミヤサキの3人が初めて参加したシングルである。

## 収録内容

### CD
1. DiE
作詞：BiS 作曲・編曲：松隈ケンタ
2. MURA-MURA
作詞：テンテンコ 作曲・編曲：津田紀昭(KEMURI)
3. DiE -Acappella-
4. MURA-MURA -Acappella-
5. DiE -Instrumental-
6. MURA-MURA -Instrumental-

### DVD

#### LIVE盤
- 2012.10.21 LIVE"IDOL is DEAD -repetition-"@赤坂BLITZ

1. primal.
2. Give me your love 全部
3. nerve
4. My Ixxx
5. CHELSEA
6. IDOL is DEAD
7. 豆腐
8. パプリカ
9. エレガントの怪物
10. 太陽のじゅもん
11. スプリットブレインシンドローム
12. gugigi
13. I wish I was SpecIaL
14. One day
15. ウサギプラネット
16. YELL!!
17. 歩行者天国の雑踏で叫んでみたかったんだ
18. eat it
19. PPCC
20. IDOL
21. レリビ
22. YAH YAH YAH
23. survival dAnce ~no no cry more~
24. hitoribochi
25. ASH
26. primal.

※2012年10月21日、赤坂BLITZにて行われたワンマンライブの模様を収録。

#### MUSIC VIDEO盤
1. MUSIC VIDEO “DiE”
2. “DiE” メイキング映像

### 初回封入特典
- ミニ生写真(7種ランダム封入) ※各タイプ共に。